# The First Years of Piracy
The First Years of Piracy è una compilation del gruppo musicale heavy metal tedesco Running Wild.
Il disco, pubblicato nel 1991 dalla Noise Records, contiene le ri-registrazioni di alcune canzoni dei loro primi tre album.

## Tracce
1. Under Jolly Roger – 4:05
2. Branded and Exiled – 3:50
3. Soldiers of Hell – 3:22
4. Raise Your Fist – 4:51
5. Walpurgis Night – 5:19
6. Fight the Oppression – 4:53
7. Marching To Die – 4:37
8. Raw Ride – 4:14
9. Diamonds of the Black Chest – 2:49
10. Prisoner of Our Time – 4:35

## Formazione
- Rolf Kasparek - voce, chitarra
- Axel Morgan - chitarra
- Jens Becker - basso
- AC - batteria